# El Torno
El Torno (asztur-leóni és extremadurai nyelven El Tornu) település Spanyolországban, Cáceres tartományban. El Torno Cabezabellosa, Jarilla, Valdastillas, Cabrero és Casas del Castañar községekkel határos. Lakosainak száma 833 fő (2024).

## Népesség
A település népessége az elmúlt években az alábbi módon változott:
| Lakosok száma | 915  | 939  | 926  | 988  | 972  | 960  | 908  | 860  | 843  | 833  |
|               | 2001 | 2004 | 2006 | 2009 | 2011 | 2014 | 2016 | 2019 | 2021 | 2024 |